# Ходаки (Кременецький район)
Хода́ки — село в Україні, у Шумській міській громаді Кременецького району Тернопільської області.
Населення — 423 осіб (2016).

## Географія
Розташоване на річці Вілія. Через село проходить автошлях Р26.

## Історія

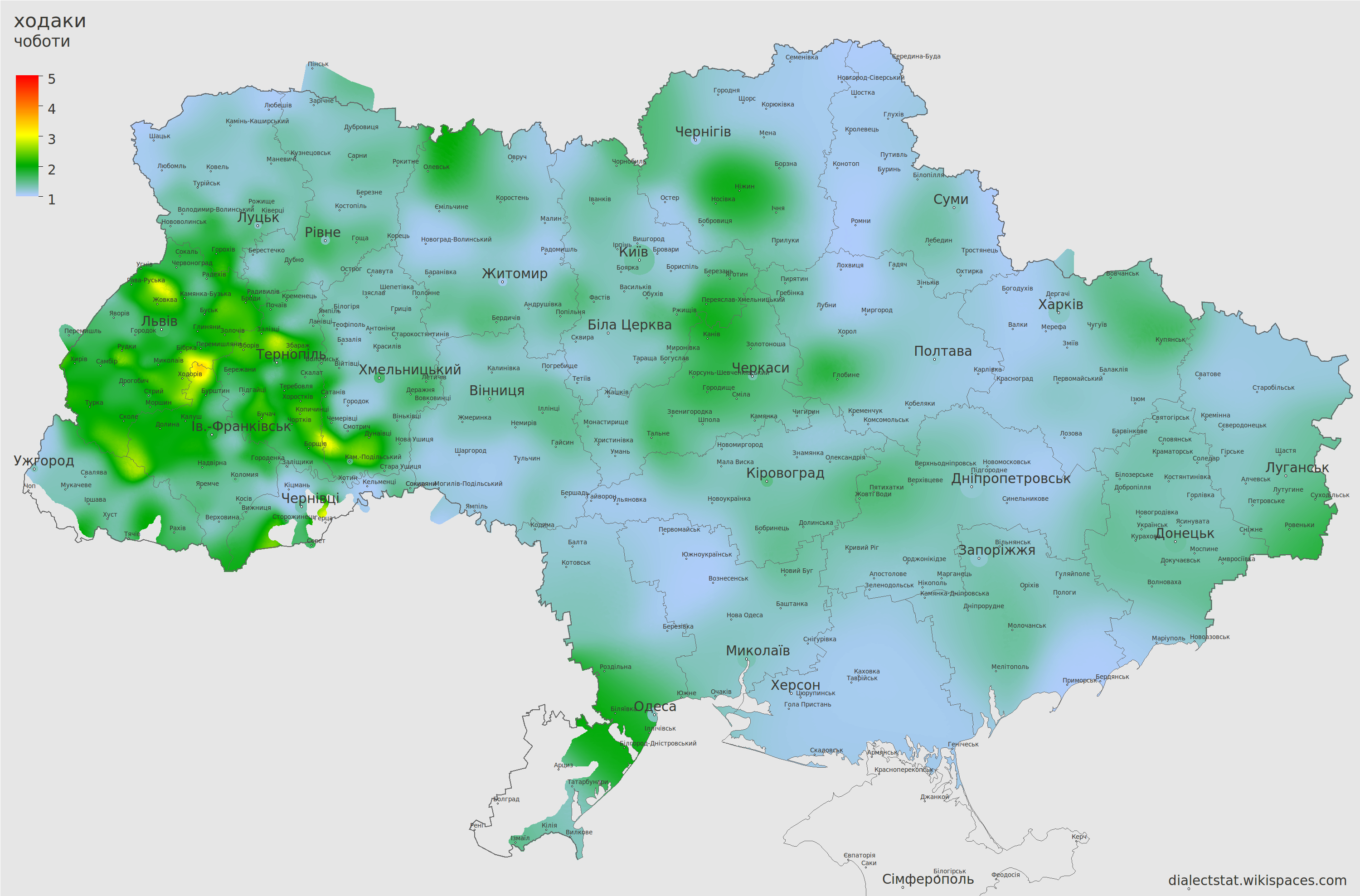
Поширення слова ходаки (чоботи)

Перша писемна згадка — 1570 року як Ходаків.
Діяла «Просвіта» та інші товариства.
В центрі села розмістили «Фігуру». Фігура була створення спеціально на замовлення для села приблизно 100 років тому і пережила Другу Світову війну, в той момент була схована в Суразькій церкві, щоб її не зруйновали фашисти.
На 1936 рік село входило до ґміни Шумськ Кременецького повіту.
12 червня 2020 року, відповідно до розпорядження Кабінету Міністрів України № 724-р «Про визначення адміністративних центрів та затвердження територій територіальних громад Тернопільської області» село увійшло до складу Шумської міської громади.
19 липня 2020 року, в результаті адміністративно-територіальної реформи та ліквідації Шумського району, село увійшло до складу Кременецького району.

## Населення

### Мова
Розподіл населення за рідною мовою за даними перепису 2001 року:
| Мова       | Кількість | Відсоток |
| ---------- | --------- | -------- |
| українська | 440       | 99.55%   |
| російська  | 2         | 0.45%    |
| Усього     | 442       | 100%     |

## Соціальна сфера
Працюють клуб, бібліотека, ФАП.

## Відомі люди

### Народилися
- Сікорський Казимир Броніславович — український художник-сценограф, скульптор. Заслужений діяч мистецтв України, лауреат обласної премії ім. Михайла Бойчука

## Галерея

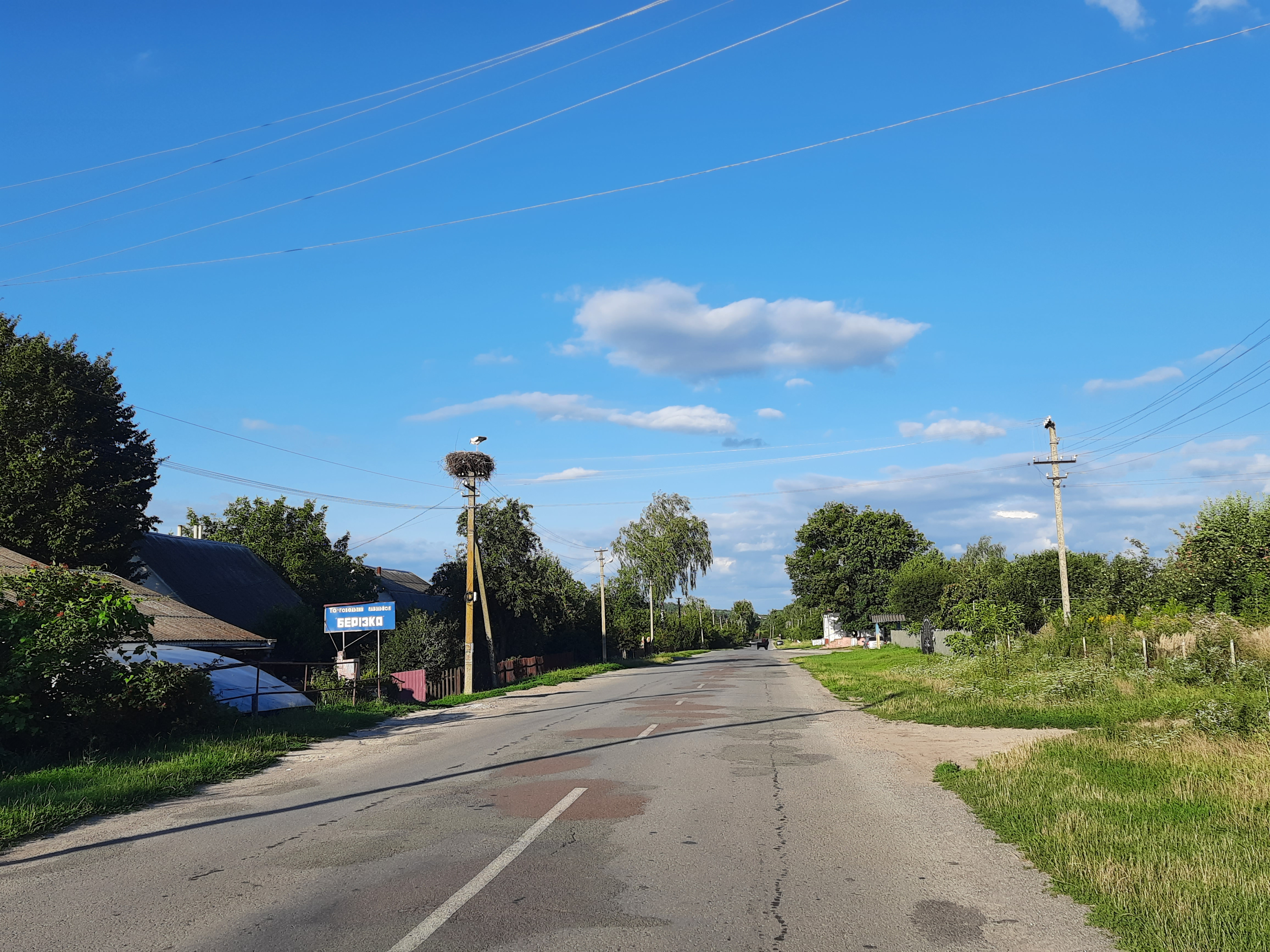
Сільська вулиця
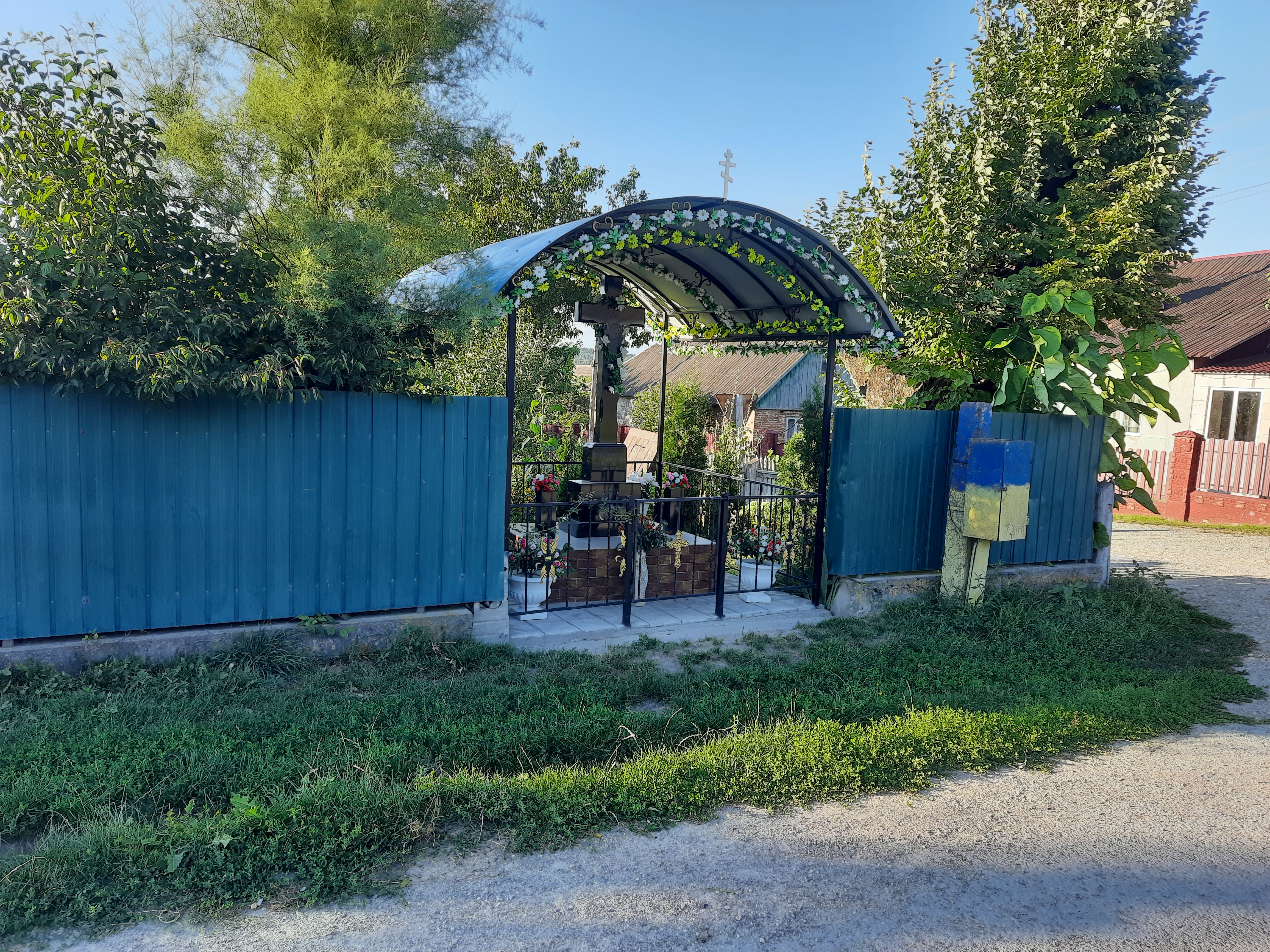
Пам'ятний хрест
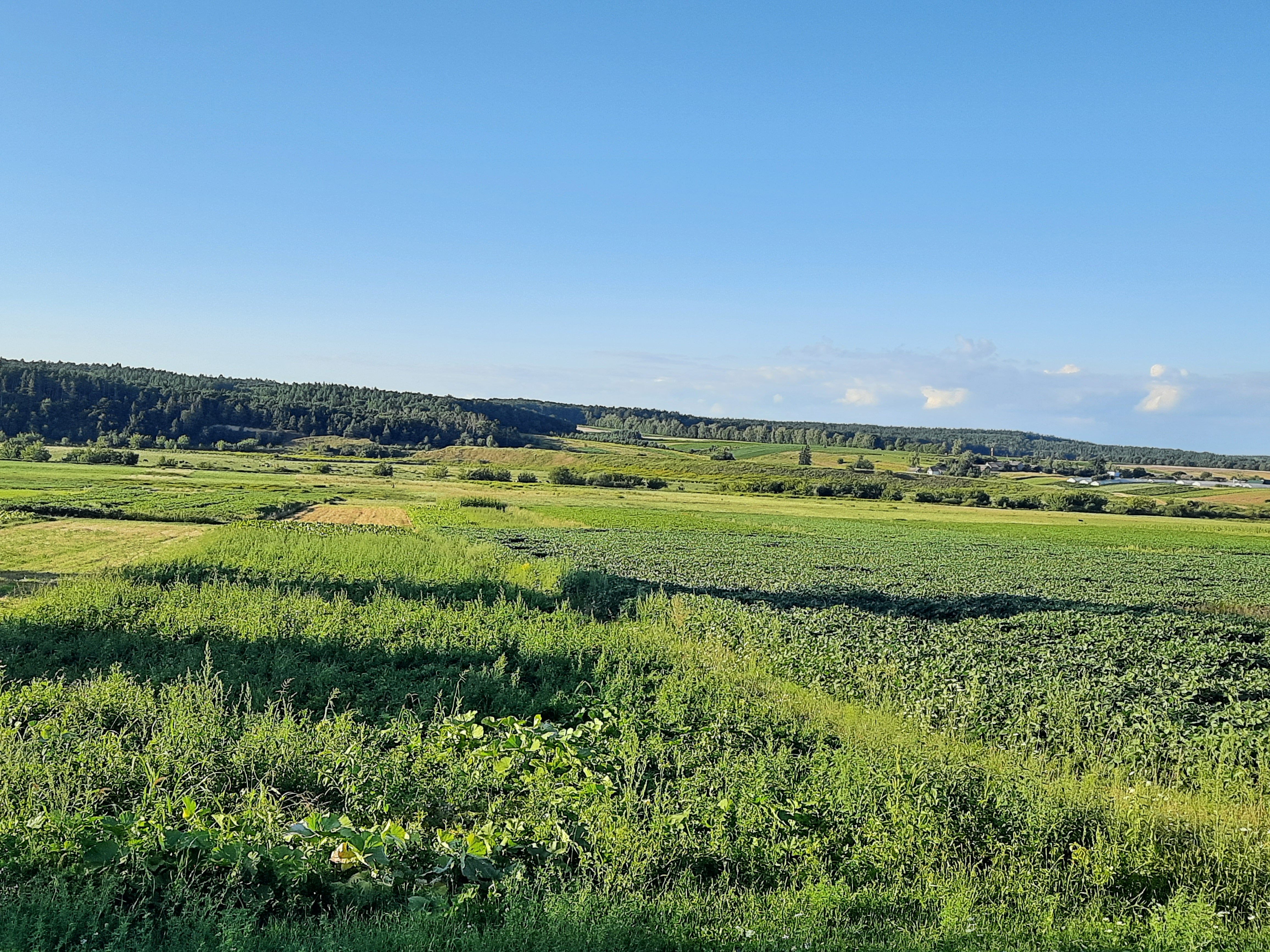
Краєвид біля села